# Carlos Fermín Fitzcarrald (provincie)
| Carlos Fermín Fitzcarrald                              | Carlos Fermín Fitzcarrald                   |
| ------------------------------------------------------ | ------------------------------------------- |
| Harta localizării provinciei în cadrul regiunii Ancash |                                             |
| Informații generale                                    |                                             |
| Țară                                                   | Peru                                        |
| Regiune                                                | Ancash                                      |
| Primar                                                 | Alfonso Pedro Santiago Gregorio (2011-2014) |
| - Capitală                                             |                                             |
| - Suprafață totală                                     | 624 km2                                     |
| - Districte                                            | 3                                           |
| Populație                                              |                                             |
| An recensământ                                         | 2005                                        |
| - Totală                                               | 21 920                                      |
| - Densitate                                            | 35,13/km2                                   |
| Fus orar                                               | UTC-5                                       |
| UBIGEO                                                 | 0207                                        |
| Modifică text                                          |                                             |

Carlos Fermín Fitzcarrald este una dintre cele douăzeci de provincii din regiunea Ancash din Peru. Capitala este orașul San Luis. Se învecinează cu provinciile Luzuriaga, Huánuco, Antonio Raymondi, Huari, Asunción și Yungay.

## Diviziune teritorială
Provincia este divizată în 3 districte (spaniolă: distritos, singular: distrito):
- San Luis
- San Nicolás
- Yauya

## Grupuri etnice
Provincia este locuită de către urmași ai populațiilor quechua. Quechua este limba care a fost învățată de către majoritatea populației (procent de 90,87%) în copilărie, iar 8,65% dintre locuitori au vorbit pentru prima dată spaniolă. 